# Oestophora granesae
Oestophora granesae is een slakkensoort uit de familie van de Trissexodontidae. De wetenschappelijke naam van de soort is voor het eerst geldig gepubliceerd in 1998 door Arrebola.